# Tandborstmustasch

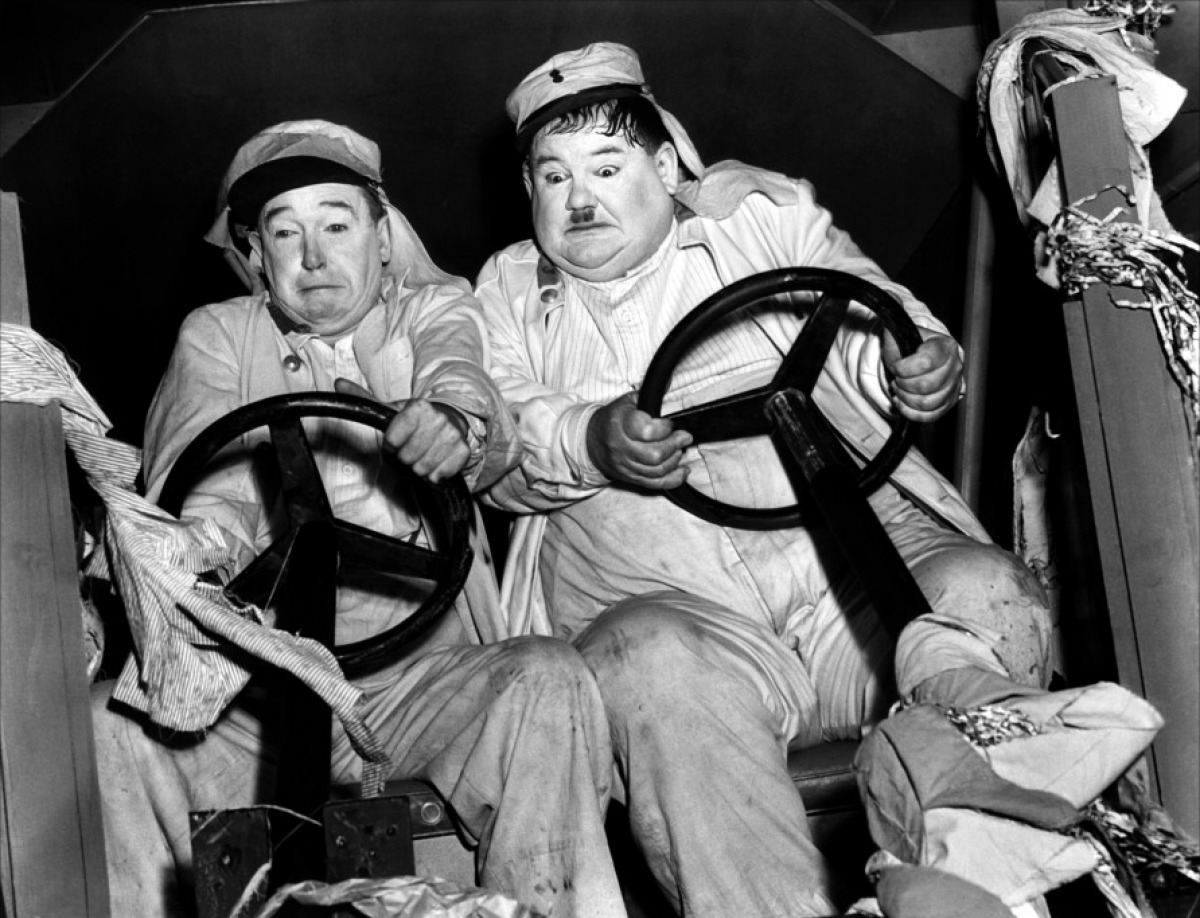
Oliver Hardy (till höger) hade en tandborstmustasch. Stilens storhetstid var ungefär 1900–1945.

Tandborstmustasch, även kallad hitlermustasch, frimärke, snorbroms, är en mustaschstil med rakade sidor på överläppen, vanligtvis cirka tre till fem centimeter ovanför överläppen. Kanterna är raka, snarare än avsmalnande.
Stilen blev först populär i USA under senare delen av 1800-talet. Den nådde sin storhetstid under mellankrigstiden, innan den blev omodern vid andra världskrigets slut på grund av den starka kopplingen till Adolf Hitler.

## I USA

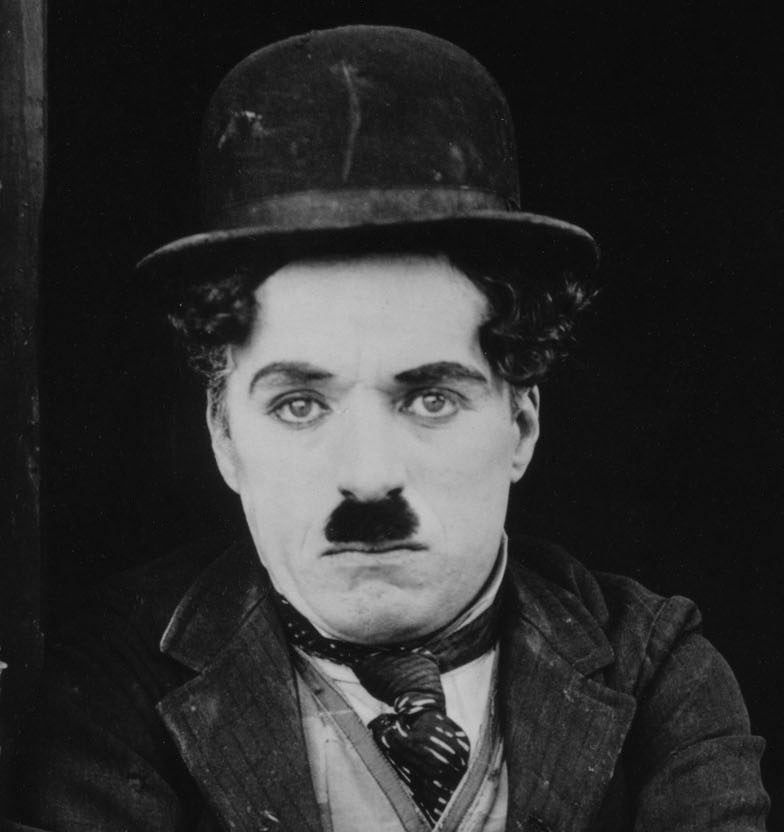
Charlie Chaplin ansåg att mustaschen gav honom ett roligt utseende.

Stilen blev först populär i USA vid slutet av 1800-talet. Det var en proper, nästan standardiserad stil som krävde liten omvårdnad och som därmed passade in i den standardiserade och enhetliga industrialismen, i motsats till de mer uppseendeväckande stilarna från 1800-talet, som preussarmustasch, valrossmustasch, cykelstyre, hästskomustasch och tangorabatt.
Charlie Chaplin var en av de mest kända personerna som bar tandborstmustasch, vilket han började med någon gång efter 1914 för sina stumfilmskomedier som Mack Sennett. Dock var det en lösmustasch. I en intervju 1933 berättade Chaplin att han började använda mustaschen för dess komiska utseende och att den var så pass liten att den inte dolde hans ansiksuttryck. Adolf Hitler var ett av Chaplins fans, men det finns inga bevis för, om än spekulationer, att Hitler skulle ha låtit sig inspireras av Chaplin i valet av mustasch. Chaplin i sin tur utnyttjade istället likheten i sin film Diktatorn från 1940.

## I Tyskland

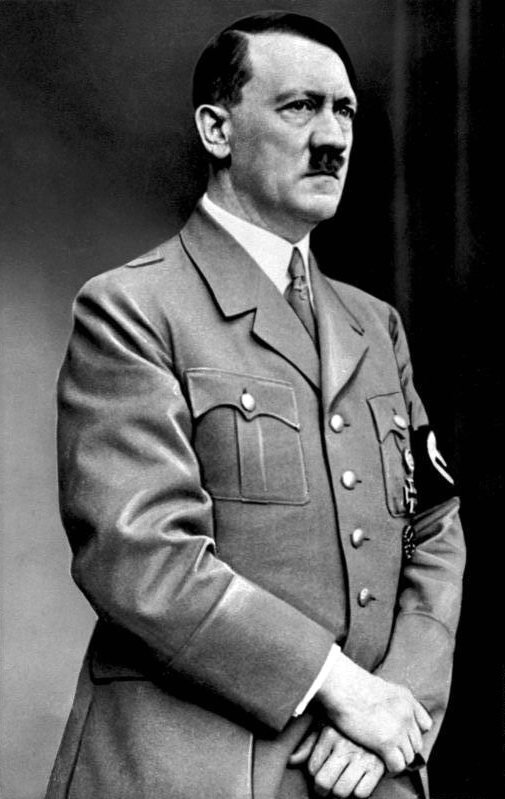
Adolf Hitlers utseende med tandborstmustaschen blev så ikoniskt att stilen under lång tid nästan helt försvann efter andra världskriget.

Stilen introducerades i Tyskland under sena 1800-talet av amerikaner på besök i landet. Innan tandborstmustaschen var det preussarmustaschen som var mest populär, parfymerad och med uppåtriktade, vassa kanter så som den bars av Vilhelm II av Tyskland (se bild). År 1907 hade tandborstmustaschen blivit så pass populär i Tyskland att till och med The New York Times skrev en notis om det. Den stora tyska idolen Hans Koeppen bar mustaschen när han genomförde den första biltävlingen jorden runt 1908, vilket befäste stilens popularitet bland den tyska unga lågadeln. Koeppens beskrev som "180 cm lång, smal, atletisk man, med en tandborstmustasch typisk för hans klass, som idealtypen för en ung preusisk kejserlig vakt." Vid slutet av första världskriget bar även vissa i den tyska kungafamiljen tandborstmustasch. Den tyske kronprinsen Wilhelm ses bära tandborstmustasch på ett fotografi från 1918 när han är på väg att skickas i exil.
Hitler bar från början preussarmustasch vilket kan ses på fotografier av honom som soldat under första världskriget. Vilket år han började bära tandborstmustasch är omdiskuterat. Alexander Moritz Frey, som stred tillsammans med Hitler under första världskriget, har sagt att Hitler började bära mustaschen i skyttegravarna efter att han blivit beordrad att trimma sin mustasch för att gasmasken skulle sluta tätt kring ansiktet. Detta bekräftas dock inte av fotografier av Hitler under perioden 1914–1918. Kulturhistorikern Ron Rosenbaum menar i stället att Hitler inte bar tandborstmustasch förrän mot slutet av 1919. Trots fotografierna av Hitlers mycket större mustasch under första världskriget påstod dennes svägerska Bridget Dowling att hon var orsak till Hitlers tandborstmustasch. Dowling hävdade i sina memoarer att Hitler tillbringade en vinter i deras hem i Liverpool 1912–1913. De två skulle ha bråkat mycket, och mest för att hon inte stod ut med hans ostyriga preussarmustasch. Detta fick honom att klippa den, men, som hon säger, "när han gjorde det gick han, som i så mycket annat, för långt". Det har hävdats att Dowlings memoarer av merparten historiker inte är ansedd som en trovärdig källa utan skapad för att slå mynt av svågerns kändisskap.

## Efter andra världskriget

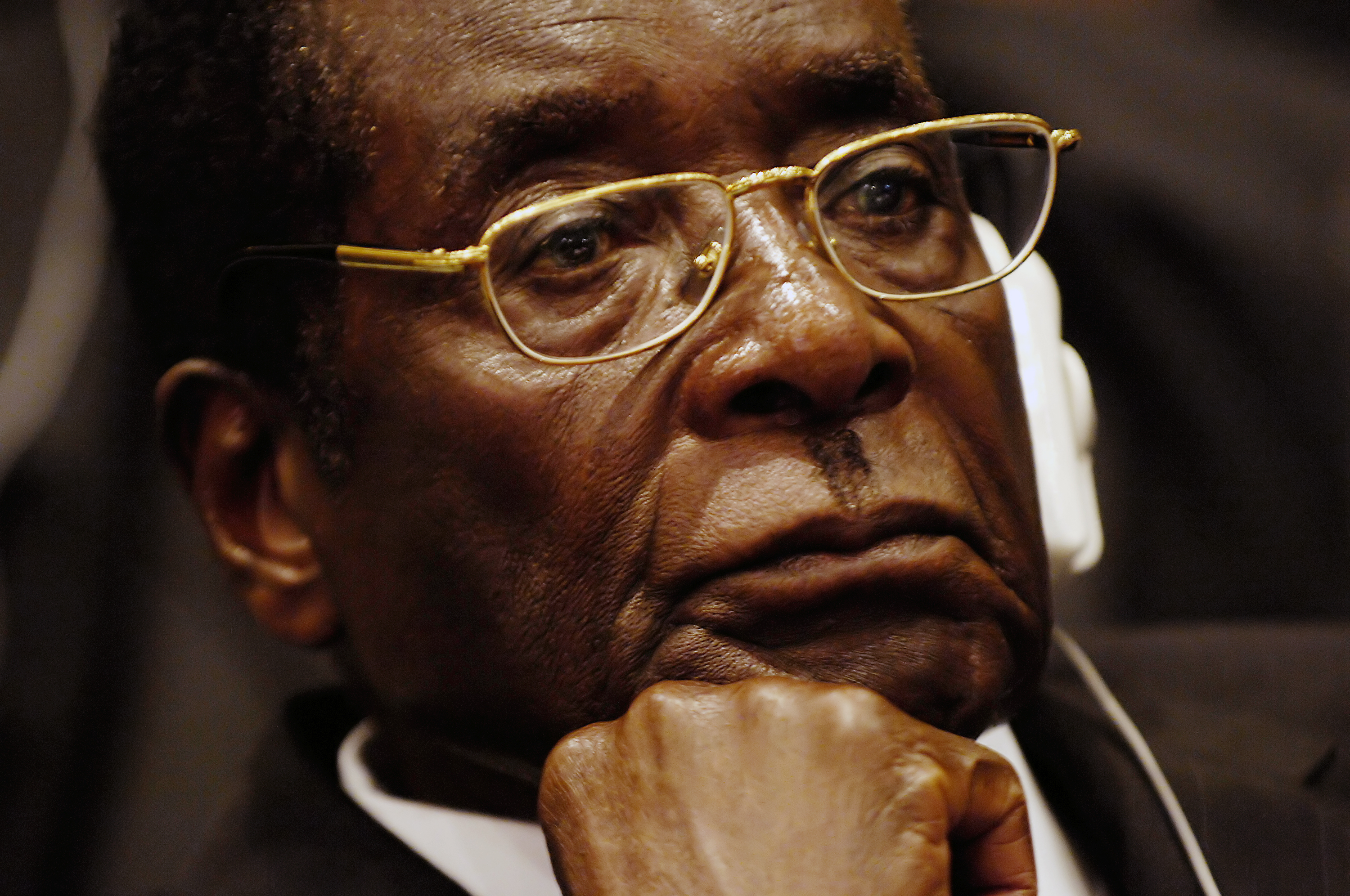
Robert Mugabes extrema variant där mustaschen bara täcker näsfåran.

Efter andra världskriget blev tandborstmustaschen omodern eftersom den så starkt förknippades med Hitler och den kom också oftast att kallas för just "Hitlermustasch". Trots detta finns det ett antal kända personer, verkliga och fiktiva, som på senare år burit tandborstmustasch.[källa behövs]
I konstnären Steve Ditkos ursprungliga formgivning av seriefiguren J. Jonah Jameson, som förekommer i serien Spider-Man, bär han en tandborstmustasch vilket han därefter ofta har gjort. Dock bär han en tangorabatt i filmen Spider-Man från år 2002.
Ron Mael i Los-Angelesbaserade bandet Sparks hade en tandborstmustasch under 1970- och 1980-talet.
2009 undersökte den brittiske komikern Richard Herring i en föreställning som hette Hitler Moustache, samtidigt som han bar en tandborstmustasch, om det gick att återta denna mustaschs komiska kvaliteter.
I maj 2010 bar före detta basketstjärnan Michael Jordan en tandborstmustasch i en reklamfilm för Hanes. Reaktionen från allmänhet och media var negativ. Bland annat sade Jordans vän Charles Barkley: "Jag måste erkänna att jag inte fattar vad han tänkte eller vad Hanes tänkte. Jag menar, det är ju bara dumt och dåligt rent ut sagt.
I Kina används en version av tandborstmustaschen som en stereotyp för japaner, speciellt japanska soldater under andra världskriget. Denna stil förekommer i Tintinalbumet Blå Lotus.
En extrem variant av tandbortsmustaschen, där bara näsfåran täcks, har burits av bland andra Robert Mugabe och den sovjetiske politikern Vasil Mzjavanadze.

## Kända personer som burit tandborstmustasch
- Aleksandr Vasiljevitj Aleksandrov (bild)
- Hovhannes Baghramjan (bild)
- Siad Barre (bild)
- Abdalá Bucaram (bild)
- Charlie Chaplin (lösmustasch) (bild)
- Karl-Maria Demelhuber (bild)
- Sepp Dietrich (bild)
- Eliyahu Dobkin (bild)
- Irmfried Eberl (bild)
- August Eigruber (bild)
- Levi Eshkol (bild)
- Hermann Esser (bild)
- Gottfried Feder (bild)
- Max Fleischer (bild)
- Nikolajs Galdins (bild)
- Charles de Gaulle (bild)[14]
- Oliver Hardy (bild)
- Sadegh Hedayat (bild)
- Heinrich Himmler (bild)
- Adolf Hitler (bild)
- Karl Holz (Gauleiter) (bild)
- Paolo Iashvili (bild)
- Vladimir Karpov (bild)
- Friedrich Kellner (bild)
- Erich Koch (bild)
- Fumimaro Konoe (bild)
- Semyon Krivoshein (bild)
- Hinrich Lohse (bild)
- Ron Mael (bild)
- Emil Maurice (bild)
- Julius Kambarage Nyerere (bild)
- Hermann Obrecht (bild)
- George Orwell (bild)
- Waldemar Pabst (bild)
- Artur Phleps (bild)
- Marcel Pilet-Golaz (bild)
- Sayyid Qutb (bild)
- Julius Raab (bild)
- Ramakrishna Ranga Rao of Bobbili (bild)
- Lothar Rendulic (bild)
- Franz von Epp (bild)
- Ernst Röhm (bild)
- Fritz Sauckel (bild)
- Ferdinand Sauerbruch (bild)
- Julius Schreck (bild)
- Yitzhak Shamir (bild)
- Julius Streicher (bild)
- Clyde Tombaugh (bild)
- Gerd von Rundstedt (bild)
- Christian Wirth (bild)
- Genrikh Yagoda (bild)
- Georgij Zjukov (bild)